# Bertil Waldén
Tor Henrik Bertil Waldén, född 2 juni 1901 i Misterhults församling, död 1 juli 1963 i Örebro Olaus Petri församling, var en svensk konsthistoriker och museiman, gift med Margit Palmær Waldén och far till Louise Waldén.

## Biografi
Waldén avlade filosofie licentiatexamen 1928 och tog doktorsgraden 1942 med avhandlingen Nicolaes Millich och hans krets: studier i den karolinska barockens bildhuggarkonst. 1928 tillförordnades han som chef för Örebro läns museum och utnämndes till länsantikvarie 1934 i Örebro län. Han motarbetades av bokförläggaren och tidningsutgivaren Johan Lindström Saxon, som såg Waldén som en uppblåst byråkrat.
I och med J L Saxons död 1935 slutade kampanjen mot Waldén, som alltmer framstod som en ovärderlig tillgång för länet. Waldén initierade en rad historiska och arkeologiska undersökningar i regionen. Ett av Waldéns första projekt var att restaurera och iordningställa den gamla bergsmansgården Siggebohyttan till att bli ett hembygdsmuseum. I Örebro, på 1940-talet, tog Waldén initiativ till att rädda rädda ett antal kulturhistoriskt värdefulla träbyggnader, belägna framför allt i Örebros gamla stadsdel Söder. Han föreslog att man på Lars Bohms udde i Stadsparken borde skapa ett kulturreservat. Där fanns redan Kungsstugan och Borgarhuset uppställda. Idén kom till utförande, men Waldén fick aldrig se Wadköping, som reservatet kallades. Det invigdes år 1965, två år efter hans död.
En annan hjärtesak var byggandet av länsmuseet i Örebro. Under de många turerna för att samla ihop det nödvändiga kapitalet och tillstånd att förlägga byggnaden i utkanten av slottsparken råkade han bli ovän med såväl arkitekten som en stor donator. Han hade hamnat i en så svår situation att han tog sitt liv strax före invigningen av livsverket. Makarna Waldén är begravda på Solna kyrkogård.